# NGC 3794
NGC 3794 (ook: NGC 3804) is een balkspiraalstelsel in het sterrenbeeld Grote Beer. Het hemelobject werd op 14 april 1789 ontdekt door de Duits-Britse astronoom William Herschel.

## In de kom van deGrote steelpan
Het stelsel NGC 3794 bevindt zich, vanaf de aarde gezien, in de rechthoek gevormd door de sterren Dubhe, Merak, Phad, en Megrez, die de kom van het gemakkelijk herkenbare asterisme Grote steelpan (Big dipper) vormen.

## Fout in Wil Tirion'sUranometria 2000.0
In de eerste uitgave van Wil Tirion's sterrenatlas Uranometria 2000.0 is op kaart 47 het sterrenstelsel NGC 3794 vermeld, op de lokatie 11:39:30 / +55°09'32". In het bijbehorend opzoekboek The Deep Sky Field Guide to Uranometria 2000.0 (Murray Cragin, James Lucyk, Barry Rappaport) is van NGC 3794 echter geen sprake. Ook de online fotografische sterrenatlas WIKISKY vermeldt op deze lokatie geen NGC 3794, maar wel het catalogusnummer PGC 36139 (Principal Galaxies Catalogue 36139), alhoewel de zoekopdracht NGC 3794 (in WIKISKY) wel leidt naar de lokatie 11:39:30 / +55°09'32". SIMBAD Astronomical Database (CDS, Centre de Données Stellaires, Straatsburg) toont voor deze lokatie het stelsel MCG+09-19-149, alsook LEDA 36139 (PGC 36139), maar geen NGC 3794.

## Synoniemen
- IRAS 11381+5628
- UGC 6640
- ZWG 268.70
- MCG 9-19-153
- ZWG 292.19
- PGC 36238